# この世界がいつかは
「この世界がいつかは」（このせかいがいつかは）は、2007年6月20日にavex entertainmentから発売されたシングル。

## 概要
オープニングテーマ『ゆめおぼろ』と同時リリース。表題曲「この世界がいつかは」は、テレビアニメ『桃華月憚』のエンディングテーマとして使用され、同作品ヒロインの川壁桃花を演じる早見沙織が歌を担当し、カップリングには守東桃香役の伊瀬茉莉也が歌う同アニメイメージソング「空には空があるだけ」が収録されている。なお、初回生産分のみビクチャーレーベル仕様となっている。

キャッチコピーは、
| 「 | せつない思恋が 綴られる… 玲瓏なる旋律と詩が心を揺らす魅惑のエンディングテーマ | 」 |

## 収録曲
（全作詞：望月智充、全作曲・編曲：多田彰文）
1. この世界がいつかは [4:25]
歌：川壁桃花（早見沙織）
テレビアニメ『桃華月憚』エンディングテーマ
2. 断章 [0:57]
3. 空には空があるだけ [3:51]
守東桃香（伊瀬茉莉也）
テレビアニメ『桃華月憚』キャラクター・イメージソング
4. この世界がいつかは（オリジナル・カラオケ）
5. 空には空があるだけ（オリジナル・カラオケ）